# Josep Bertomeu Mercé
Josep Bertomeu Mercé (Deltebre, 3 d'agost de 1935, llavors La Cava), és un escriptor, pagés, director teatral, activista polític, cooperativista, membre de la junta en diferents associacions com Càritas.
Ha escrit diverses obres teatrals, contes, històries, articles i una novela, ha col·laborat amb Radio Delta, Televisió de les terres de l'Ebre, Enciclopèdia Catalana, Setmanari l'Ebre i Ebredigital.
De petit va haver de patir les penalitats de l'evacuació per la guerra i tota la postguerra, amb el Pare empresonat. Sempre interessat per la cultura i les tradicions, Ha publicat una novel·la sobre l'expulsió dels moriscos, La torre de l'Angel Custodi" i ha escrit diverses obres costumistes de teatre, totes representades per Delta Teatre, tres de les quals les ha editat l'ajuntament de Deltebre.
De la seva primera obra de teatre "L'Oncle Maso" se'n va fer una gravació en vídeo l'any 1992
També de temàtica històrica ha escrit un llibre "200 anys de la parròquia Sant Miquel de la Cava"